# Your Friend the Rat
Your Friend the Rat (Brasil: Seu Amigo, o Rato; Portugal: O Teu Amigo Rato) é um curta-metragem animado inédito que aparece como um dos extras do DVD de Ratatouille, da Pixar, com os ratinhos Remy e Emile que tentam provar que os ratos são amigos do homem. Remy e seu irmão Emile falam sobre a evolução dos ratos ao longo dos séculos. Um estilo reminiscente dos curtas educacionais da Disney dos anos 50 é usado, com uma mistura de técnicas de animação.
Este é o segundo curta-metragem do Pixar para apresentar animação tradicional; às onze minutos, é o mais longo Pixar curto até à data. Junto com 2D animation, o short também inclui stop motion animation, imagens geradas por computador (CGI) e ação ao vivo.
Assim como Ratatouille, Your Friend the Rat apresenta uma sequência musical. O curta ganhou a categoria Melhor Curta de Desenho Animado no 35º Annual Annie Awards e lançado em DVD e Blu-ray com Ratatouille (6 de novembro de 2007).

## Premiações
| Oscar         | Nenhum                          |
| Annie Award   | Foi o vencedor de 1 Annie Award |
| Grammy Award  | Nenhum                          |
| Globo de Ouro | Nenhum                          |
| Outros        | Nenhum                          |